# Ituzaingó (San José)
Ituzaingó ist eine Ortschaft in Uruguay.

## Geographie
Ituzaingó befindet sich auf dem Gebiet des Departamento San José in dessen Sektor 2. Östlich des Ortes verläuft der Arroyo de la Virgen, der dort die Grenze zum Nachbardepartamento Florida bildet und Ituzaingó somit vom jenseits des Flusses gelegenen 25 de Agosto trennt. In einigen Kilometern nordwestlicher Entfernung liegt Rodríguez, etwa drei Kilometer westlich Capurro und in der gleichen Distanz südwestlich 18 de Julio. Südöstlich fließt der die Grenze zum Nachbardepartamento Canelones formende Río Santa Lucía.

## Infrastruktur
Durch Ituzaingó führt die Ruta 77 und die Eisenbahnlinie Montevideo - San José - Colonia.

## Einwohner
Die Einwohnerzahl von Ituzaingó beträgt 771 (Stand: 2011), davon 354 männliche und 417 weibliche.
| Jahr | Einwohner |
| ---- | --------- |
| 1963 | 710       |
| 1975 | 930       |
| 1985 | 734       |
| 1996 | 769       |
| 2004 | 740       |
| 2011 | 771       |

Quelle: Instituto Nacional de Estadística de Uruguay